# Università statale udmurta
L'Università statale udmurta (UdGU, in russo Удму́ртский госуда́рственный университе́т?, Udmurtskij gosudarstvennyj universitet) è un ente di istruzione accademica russo situato a Iževsk.

## Struttura
- Istituto di storia e sociologia
- Istituto di lingua e letteratura
- Istituto di filologia udmurta, studi finnici e giornalismo
- Istituto di cultura fisica e sport
- Istituto di psicologia, pedagogia e tecniche sociali
- Istituto di arti e design
- Istituto di comunicazione sociale
- Istituto di legge, gestione sociale e sicurezza
- Istituto di economia e gestione
- Istituto di scienze naturali
- Istituto di matematica, tecnologie informatiche e fisica
- Istituto di protezione civile
- Istituto di petrolio e gas